# 草冠の名前
『草冠の名前』（くさかんむりのなまえ）は、吉村明美による日本の漫画作品。

## 概要
『プチコミック』（小学館）2006年6月号に掲載された読み切り作品。
同名の単行本には、「雪の夜の匂い」という別の読み切り作品が収録されている。ここでは、それについても述べる。

## あらすじ
母とその恋人に虐げられる日々を耐えてきた少女・影山ないは、意気揚々と高校に合格したことを母に伝えた。しかし、高校には行かせないと言われ、口論の果て暴力を振るわれたないは家を飛び出してしまう。
行く当てもなくさまよい、桜の木の下で気を失ったないは、茅（ちがや）という女性に助けられ、彼女の厚意で彼女の家に身を寄せることになるが……。

## 登場人物
影山 ない（かげやま ない）
15歳。ないとは、「名前なんかない」という意味を込めて母が付けた。
母の恋人からの暴力に耐えきれず、家を出、ひょんなことから茅の元に身を寄せる。
高見沢 茅（たかみざわ ちがや）
丘の上に住む女性。雑貨屋を経営。倒れていたないを助け、事情を聞き、ないの衣食住の面倒を見ることに。

## 収録作品
雪の夜の匂い
『プチコミック』2006年1月号掲載
働けば働くほど幸せになる仕事なんてあるのだろうか……。上司と居酒屋で飲んでいたサラリーマンの尾木は、そこで火事に巻き込まれる。助けてくれた消防士は、高校の同級生・赤間だった。札付きの遊び人だった彼がなぜ消防士に……!?
作者には珍しい、主人公が2人とも男の作品である。